# Chaux-Champagny
Chaux-Champagny – miejscowość i gmina we Francji, w regionie Burgundia-Franche-Comté, w departamencie Jura.
Według danych na rok 1990 gminę zamieszkiwało 90 osób, a gęstość zaludnienia wynosiła 12 osób/km² (wśród 1786 gmin Franche-Comté Chaux-Champagny plasuje się na 653. miejscu pod względem liczby ludności, natomiast pod względem powierzchni na miejscu 605.).